# Hermann Becker (Mathematiker)

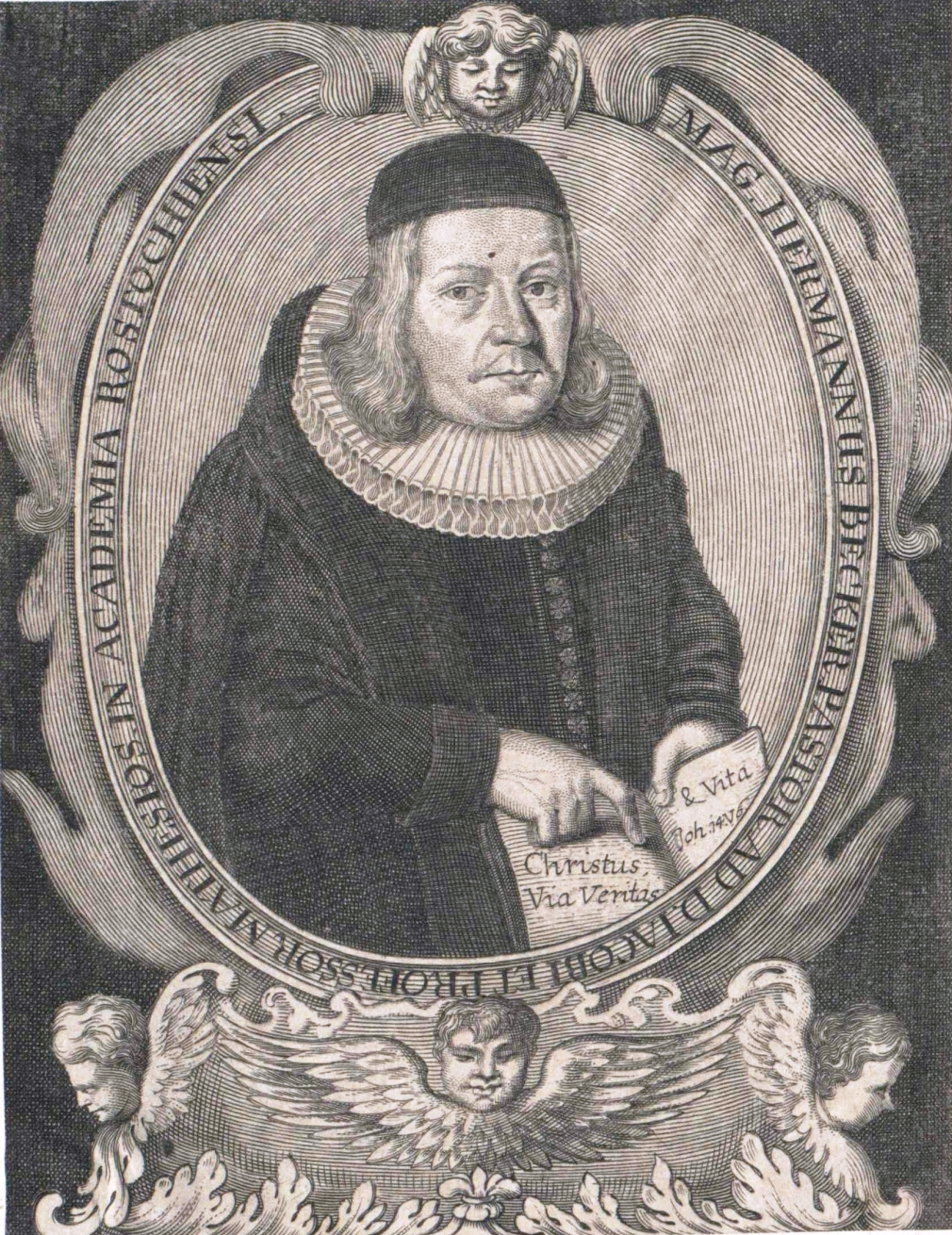
Hermann Becker, zeitgenössischer Kupferstich

Hermann Becker, genannt „der Ältere“, auch: Hermannus Beccerus (* 23. November 1632 in Rostock; † 9. Oktober 1681 ebenda) war ein deutscher Geistlicher und Professor der Physik, Metaphysik und Mathematik.

## Leben
Der Sohn von Harm Becker und dessen Frau Gertrud, geborene Mahn, studierte ab 1644 an der Universität Rostock. Von 1649 bis 1650 setzte er sein Studium an der Universität Königsberg fort. 1652/53 unternahm er eine Reise durch Holland. 1655 wurde er in Rostock Magister artium und reiste anschließend durch Deutschland. 1656 war er als Privatdozent tätig.
1661 wurde er in Rostock ordentlicher Professor für Physik und Metaphysik. 1669 wurde er Diakon an der Rostocker Jakobikirche. Nachdem er 1671 auf den Lehrstuhl für Physik und Metaphysik verzichtet hatte, wurde er Pastor der Jakobikirche und ordentlicher Professor der Niederen Mathematik. In den Jahren 1671 und 1678 war er Rektor der Rostocker Universität.
Hermann Becker wurde zum Stammvater der weitverzweigten Gelehrtenfamilie Becker. Von seinen Söhnen wurde Peter Becker ebenfalls Theologe und Mathematiker.